# فن بحر إيجة
فن إيجة هو الفن الذي تم إنشاؤه في الأراضي الإغريقية المحيطة والجزر الموجودة بداخل بحر إيجة قبل بدء الفن اليوناني القديم والذي يعود تاريخه إلى القرن الحادي عشر قبل الميلاد. يشمل هذا النوع من فن بحر إيجة الفن الميسيني الذي يشتهر بأقنعته الذهبية وصوره الحارة والتصميم المعماري المتين الذي يتألف من الحصون على التلال مع الجدران التي يصل سمكها إلى 20 قدمًا، والأنفاق في الصخرة وفن سيكلاديز الذي يشتهر بسهوله تماثيل "فينوس" المحفورة بالرخام الأبيض، وأما الفن المينوي الذي يشتهر بصور الحيوانات وصور الحصاد والهندسة الخفيفة وغير الحربية التي تكاد تكون نقيض للفن الميسيني. مع أخذه بالاعتبار، فإن مصطلح "بحر إيجة يُعتقد أنه مفتقد بين العديد من مؤرخي الفن لأنه يتضمن فنًا متنوعًا على نطاق واسع من ثقافات مختلفة جدًا الذي حدثت في نفس المنطقة خلال تلك الفترة.
في العصر البرونزي حوالي 1100 -2800قبل الميلاد، طورت حضارات بحر إيجة اساليبها المميزة للغاية على الرغم من التبادل الثقافي عن طريق التجارة مع الحضارات المعاصرة لمصر وبلاد ما بين النهرين.
استخدم الفن الأنيق لتماثيل بحر إيجة في دورة الألعاب الأولمبية الصيفية لعام 2004 التي أقيمت في أثينا تحديداً خلال حفل إلإفتتاح، والفكرة الأصلية وراء تمائم الألعاب هي: إثانا وفافوس.
علاوة على ذلك هذا النوع من التماثيل مثير للاهتمام وذلك بسبب الشبه الكبير لديهم مع المنحوتات الحديثة (على سبيل المثال: أعمال الفنان هنري مور).

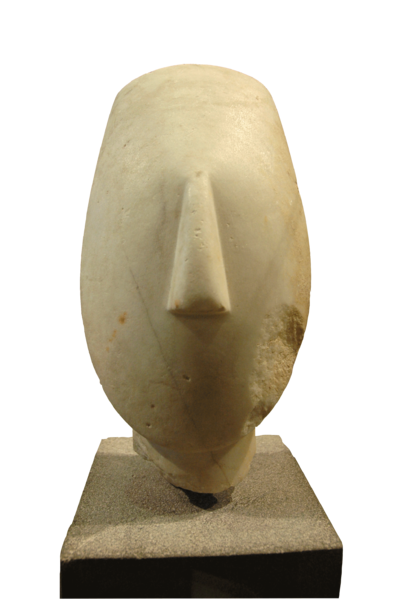
الشكل من السيكلاديس الذي شاع من خلال ظهوره في حفل افتتاح الألعاب الأولمبية عام 2004في أثينا
استندت تمائم أثينا 2004على هذا الطراز من الطين في المتحف الأثري الوطني

## فن الميسينية
يرجع تاريخ الفن الميسينية ما بين 1600و 1100قبل الميلاد خلال فترة الهلاديس المتأخرة في اليونان. يدعى الفن الميسنية بعد سكان ميسنيا النازل من القبائل اليونانية في وقت مبكر من 2000 قبل الميلاد وحوالي 3000 إلى 1100 قبل الميلاد.

## هندسة معمارية
وضعت قصور الميسينية على قمم التلال المحاطة بجدران دفاعية مبنية من كتل حجرية كبيرة. وتعتبر بوابة الأسد واحدة من المباني القليلة المتبقية في العمارة الميسينية التي تلهم الثقافات اليونانية في المستقبل فالبوابات مثل البوابة الأخيرة تعمل كحراس لها. وفي وسط القصور كانت هناك قاعات للحفلات الملكية تسمى «ميقاران» محددة بموقد دائري في المركز وأربعة أعمدة تدعم سقفها إذ تتميز الهياكل دائمًا بأسقف البلاط المشتعل.

## النحت
عُثر على نحت من العصر الميكيني في القصور الملكية وكانت مزارات الآلهة أكثر أنواع النحت شيوعًا. كانت الأرقام منحنية ثراء تصور شعورًا بالمرونة في الحركة.

## الفن السيكلادي
ينتج هذا الفن بين 2600 و1100 قبل الميلاد. فتلك التي سكنت جزر سيكلاديك خلال تلك الفترة الزمنية تركت أثر قليل جدًا لوجودهم بعيدًا عن مقابرهم الحجرية. ويتضمن الفن السيكلادي عددًا كبيرًا من الأصنام الرخامية، وكلها تقريبًا تمثل صورة عرضية قائمة وأغلبها أنثى وذراعان مطويتان على الصدر. ويعتقد أن الرقم النسائي يمثل الأم والآلهة. التماثيل العارية تسمى بـ «سايكلاديك» فهي بدائية إلى حد ما لكنها مميزة للمنطقة. يتم تعريفها بواسطة أجسام مسطحة بشكل دقيق جدًا ورقاب عمودية ووجوه بيضاوية مميزة بغض النظر عن الأنوف المحددة. تتمضن الشخصيات منحنيات متقنة جدًا وعلامات خفية من الركبتين والبطن.

## الفن المينوي
تٌعرّف الحضارة المينوية من عدم وجود استمرارية إما لنمو والتطور لا يمكن التفكير فيه باختفاء الحضارة إذ يظهر مرة أخرى بشكل مفاجئ لا يعرف عنها الكثير. الفن المينوي هو فن لعوب جدًا يعرض التناغم والحركة.

## هندسة معمارية
تشتهر الحضارة المينوية ببناء العديد من القصور الكبيرة والعظيمة إذ أن أشهرها كنوسوس وفيستوس وماليا التي دُمرت عام 1700 قبل الميلاد وأٌعيد بناؤها ثم عانت بعض الدمار مرة أخرى عام 1500 قبل الميلاد. القصور «الجديدة» هي المصدر الرئيسي للمعلومات حول هندسة «مينون». قصر كنوسوس يسمى قصر مينوس وهو الأكثر تفصيلا وطموحا من القصور الثلاثة، إذ يتميز بوجود عدد كبير من الغرف على مساحة كبيرة من الأرض، وقد تم التنقيب فيها واستعادتها جزئياً. حيث يتم تعريف الهندسة المينوية من خلال أروقتها العديدة وسلالمها ومخازنها وورش العمل وأعمدة الهواء التي من شأنها أن تزود المبنى بالراحة التامة. الغرف الداخلية عادة ما تكون صغيرة بسقوف منخفضة ولكن لديها جدران مزينة، على الرغم من عدم نجاة أي منهم من خلال التصوير في الرسم والنحت، فمن المعروف أن الأعمدة في القصور المينوية تم بناؤها من الخشب. إذ يُعتقد أن العمارة المينوية هي مكان ليس فقط للإقامة الملكية ولكنها المركز الإداري والنشاط التجاري.

## اللوحات والفخار والنقوش
عُرف الفخار المينوي من خلال الكمال التقنية والديناميكية التي تحاكي الدوامة بين عامي 2000 و1700 قبل الميلاد ويتميز فنها بحركتها الطبيعية والإيقاعية. كانت العديد من الجداريات والنقوش مشاهد من الطبيعة تصور الحيوانات والطيور والمخلوقات البحرية في النباتات المورقة فالحياة البحرية هي المفضلة. معظم الصور مسطحة في شكل ومظللة ضد خلفيات بلون خالص. فالأشكال من هذا العصر تصور عادة انعدام الوزن كما يبدو أنها تطفو أو تأرجح. إذ تُرسم الشخصيات البشرية على أنها شخصية نحيفة ورياضية في نوع الجسم لكل من الذكور والإناث إذ يفرق فقط في لون البشرة فالإناث أفتح في لون البشرة.

## روابط خارجية
- الصفحة بحر إيجة
- سايدرز أي، مدرسة بحر إيجة للنحت في العصور القديمة للآثار الثقافية في أرخبيل في بحر إيجة، مؤسسة العالم الهيليني، أثينا 2007.
- الفن اليوناني لجزر بحر إيجة، صدر فيما يتعلق بمعرض أقيم في الفترة من 1 نوفمبر 1979 إلى 10 فبراير 1980، متحف متروبوليتان للفنون، نيويورك برعاية حكومة جمهورية اليونان يكمله قرض من متحف دو متحف اللوفر.